# Orzysz
Orzysz [ˈɔʒɨʃ] (deutsch Arys) ist eine Stadt im Powiat Piski der Woiwodschaft Ermland-Masuren in Polen. Sie ist Sitz der gleichnamigen Stadt-und-Land-Gemeinde mit 8830 Einwohnern (Stand 31. Dezember 2020).

## Geographische Lage
Die Stadt liegt in der Masurischen Seenplatte im historischen Ostpreußen zwischen einem nordöstlichen Arm des Spirdingsees (Śniardwy) und dem kanalisierten Abfluss des Aryssees (Jezioro Orzysz). Die Kreisstadt Pisz (Johannisburg) liegt 18 Kilometer in südwestlicher Richtung.

## Ortsname
Der Name kommt aus dem Altpreußischen und geht auf prußisch oras: Luft, Witterung zurück (indogermanisch: -er/ -or). Die Schreibung des Ortsnamens variierte in den historischen Dokumenten: Arisz (1443), Aris (1507), Orsesche (1550), Arys (1790).
In der masurischen Sprache wurde der Ort etwa „Orsisch“ ausgesprochen. Für den im 19. Jahrhundert aufkommenden polnischen Nationalismus stellte die masurische Sprache eine verwässerte polnische Mischsprache dar; ähnlich dem sogenannten Wasserpolnisch. Daraus wurden zweierlei Forderungen abgeleitet: die Anbindung Masurens an die polnische Republik und die Rückbesinnung auf das Hochpolnische. In diesem Sinne schuf man in Polen für den ostpreußischen Ort den Namen „Orzysz“. Im Rahmen der Polonisierung wurde der Ort nach 1945 entsprechend umbenannt.

## Geschichte

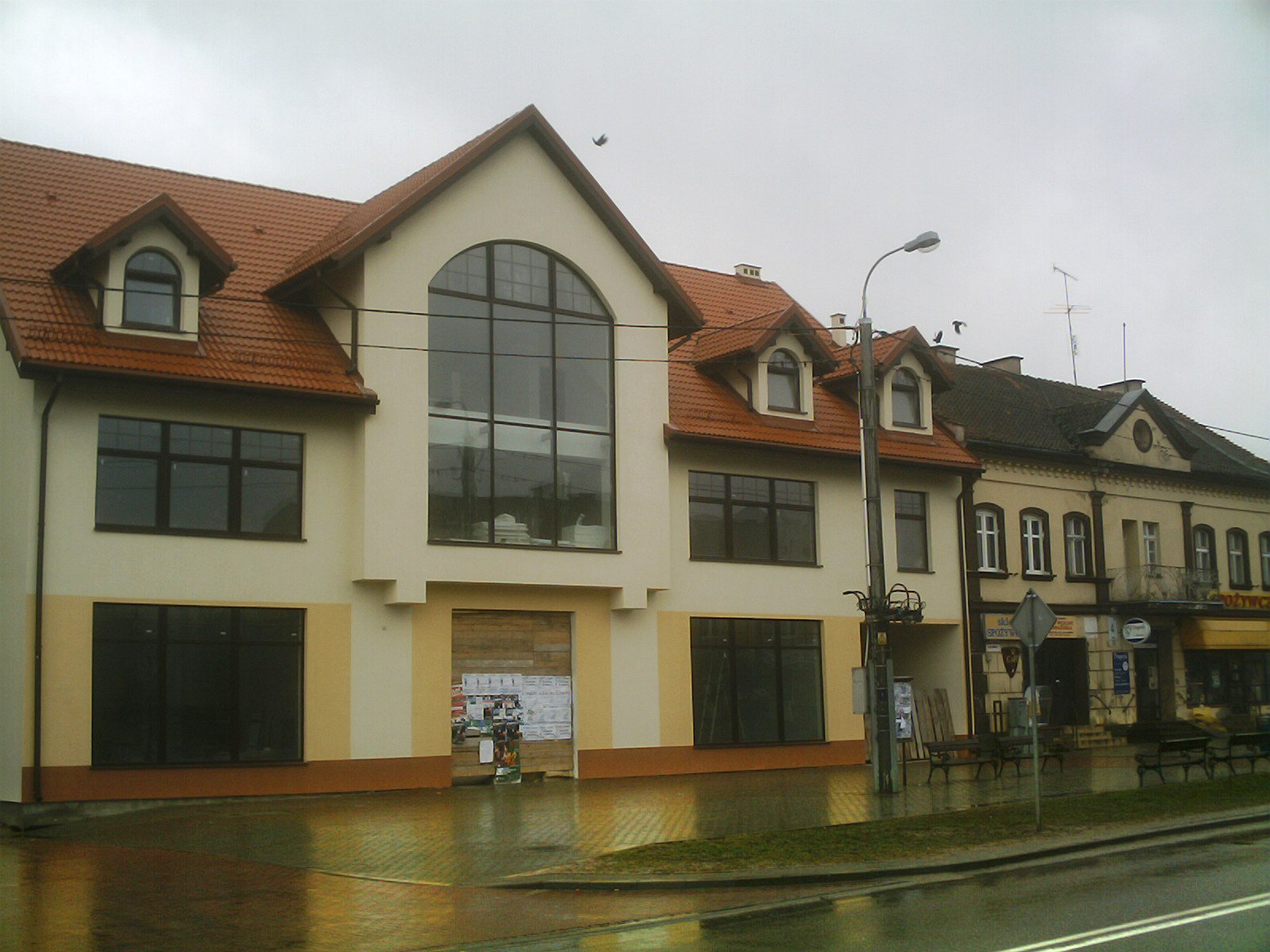
Geschäftsstraße

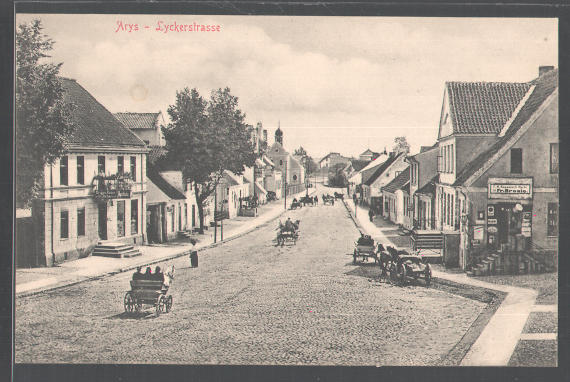
Arys um 1914 (Bild-Postkarte)

Als 1867 der Aryssee abgesenkt wurde, kamen Reste einer Siedlung zum Vorschein, die von Experten in die frühe Bronze- und Eisenzeit, also 1000 bis 300 v. Chr., eingeordnet wurden. Der im 2. Jahrhundert n. Chr. lebende Geograph Claudius Ptolemäus erwähnt die „Galindae“ (Γαλίνδαι) als Bewohner der Gegend, einen der Stämme der Prußen. Der Archäologe Gaerte nimmt an, dass ein Großteil der Galinder mit den Goten zog und dass das schwach besiedelte Gebiet nach und nach friedlich von Masowiern bezogen wurde, was dazu führte, dass aus Galinden schließlich Masuren wurde. Nach der Eroberung durch den Deutschen Orden begann die Ansiedlung der deutschen Bevölkerung. Westlich des Aryssees entstand der Ort Neudorf, dem Konrad von Erlichshausen, der Hochmeister des Deutschen Ordens, 1443 eine Handfeste verlieh. Als Ortsgründer ist der Lokator Lorenz Polun überliefert. 1507 wurde der Ort erstmals urkundlich erwähnt. In diese Zeit fiel die Amtsperiode des Komturs von Rhein, der in Arys einen Ordenshof mit Vorwerk einrichtete, zu dem zwei Mühlen und mehrere Schiffe und Kähne gehörten. Eine der Mühlen wurde bis 1861 betrieben. Auch die Aryser Kirche wurde unter dem Komtur von Rhein errichtet; in ihr wurde bis 1702 nur auf Masurisch gepredigt.
Nach der 1525 erfolgten Säkularisation des Deutschen Ordens und seiner Umwandlung in ein Herzogtum wurde auch der Ordenshof in einen Amtshof umgewandelt und erstmals eine Schule gegründet. Arys unterstand nun dem Hauptamt Rhein, aus dessen Archiv hervorgeht, dass in Arys bereits Ende des 16. Jahrhunderts ein Kammeramt bestand, das damit zu den ältesten im später so genannten Masuren gehörte. Während des Tatareneinfalls wurde der Ort 1656 in Brand gesteckt; die Pestjahre 1709 bis 1711 dezimierten die Einwohnerschaft weiter. Begünstigt durch die Lage an der wichtigen Handelsstraße nach Warschau konnte sich Arys jedoch von diesen Katastrophen erholen, so dass ihm am 3. März 1725 durch den preußischen König Friedrich Wilhelm I. das Stadtrecht verliehen wurde. Mit seinen knapp 1000 Einwohnern war Arys die kleinste Stadt im masurischen Gebiet. Während des Siebenjährigen Krieges (1756–1763) war Arys vier Jahre lang von der russischen Armee besetzt. Anschließend wurde in der Stadt eine Garnison des preußischen Heeres stationiert. Während des Russlandfeldzuges Napoleons I. lagerten im Januar und Februar 1807 16.000 russische Soldaten in der Stadt, die für die Stationierungskosten aufkommen musste. Im Juli 1807 verlangten französische Truppen große Mengen Lebensmittel und Leinwand von der Stadt. Das alles wiederholte sich im Jahre 1812. Ein Großbrand im Jahre 1826 brachte nochmals Not und Elend in die Stadt, 700 Einwohner verloren alles, über 200 verließen ihre Stadt, so dass danach nur noch 900 Menschen in Arys lebten.
Durch die preußischen Verwaltungsreformen gehörte Arys ab 1818 zum Kreis Johannisburg im Regierungsbezirk Gumbinnen (1905 bis 1945: Regierungsbezirk Allenstein) in der Provinz Ostpreußen des Deutschen Reichs. Bis 1824 bestand das Stadt- und Amtsgericht Arys, dann bis 1849 das Land- und Stadtgericht Arys. 1849 wurde die Gerichtskommission Arys des Kreisgerichts Johannisburg eingerichtet. Von 1879 bis 1945 bestand das Amtsgericht Arys.
Die Schicksalsschläge des frühen 19. Jahrhunderts hinterließen für lange Zeit ihre Spuren in Arys. Die noch verbliebenen Einwohner ernährten sich mühsam von Landwirtschaft, Fischerei, vom Weber- und Gerberhandwerk. Hilfe wurde den Bauern zuteil, als man in den Jahren 1861 und 1867 den Aryssee um zwei Meter senkte und damit 3000 Hektar Wiesen gewonnen wurden. Der zur gleichen Zeit vorangetriebene Bau neuer Chausseen belebte schließlich auch den Handel wieder neu. Den größten wirtschaftlichen Impuls gab jedoch die Anlage des Truppenübungsplatzes Arys im Jahre 1891.
1890 hatte Arys 1324 Einwohner, eine Post, eine Telegraphenstation, eine Weberei und Landwirtschaft. Relativ spät wurde Arys an das Eisenbahnnetz angeschlossen. Zunächst wurde 1905 die Strecke zur Kreisstadt Johannisburg eröffnet, ein Jahr später war die Verbindung nach Lötzen fertiggestellt, 1915 kam die Bahnstrecke Sensburg–Lyck hinzu. Obwohl die Stadt damit zu einem Bahnknotenpunkt geworden war, wirkte sich dies nur wenig auf das Wirtschaftsleben aus.
Der Erste Weltkrieg hatte katastrophale Folgen für die Stadt. Sie wurde vom 21. August bis zum 8. September 1914 von russischen Truppen besetzt, es wurde geplündert und gebrandschatzt, zehn Einwohner wurden verschleppt. Am 7. und 8. September 1914 wurde die Stadt von deutschen Truppen im Gefecht von Arys (Teil der Schlacht an den Masurischen Seen) zurückgewonnen. Vom 10. November 1914 bis zum 12. Februar 1915 besetzten russische Truppen abermals die Stadt. Erst in der Winterschlacht in Masuren konnten die preußischen Truppen die Stadt endgültig zurückerobern. Durch die von der Reichsregierung ins Leben gerufene Ostpreußenhilfe wurden die erheblichen Zerstörungen noch im Laufe des Krieges beseitigt, dabei übernahm die preußische Provinz Sachsen die Patenschaft. Aufgrund der Bestimmungen des Versailler Vertrags stimmte die Bevölkerung im Abstimmungsgebiet Allenstein, zu dem Arys gehörte, am 11. Juli 1920 über die weitere staatliche Zugehörigkeit zu Ostpreußen (und damit zu Deutschland) oder den Anschluss an Polen ab. In Arys stimmten 1480 Einwohner für den Verbleib bei Ostpreußen, auf Polen entfielen keine Stimmen. Aus den an Polen verlorenen westpreußischen Gebieten zogen zahlreiche Menschen hinzu, so dass sich die Einwohnerzahl in Arys von 2201 im Jahre 1910 auf 2848 1924 erhöhte. Zu einem nochmaligen Bevölkerungszuwachs kam es, als ab 1933 der Truppenübungsplatz auf 20.000 Hektar erweitert wurde. 1939 lebten 3553 Menschen in der Stadt.
Gegen Ende des Zweiten Weltkriegs fiel Arys am 23. Januar 1945 unversehrt in die Hände der Roten Armee, deren Soldaten anschließend 40 Häuser in Brand steckten. Im August 1945 wurde die Stadt zusammen mit der südlichen Hälfte Ostpreußens von der Sowjetunion der Volksrepublik Polen zur Verwaltung überlassen. Soweit die Deutschen nicht geflohen waren, wurden sie in der darauf folgenden Zeit größtenteils vertrieben.
Im Rahmen der NATO Enhanced Forward Presence wurden hier Truppen der US-Streitkräfte stationiert.

### Demographie
| Jahr | Einwohnerzahl | Anmerkungen |
| ---- | ------------- | --- |
| 1782 | nahezu 900    | ohne die Garnison (eine Schwadron Husaren) |
| 1802 | 779           | [ 8 ] |
| 1810 | 900           | [ 8 ] |
| 1816 | 1047          | davon 1035 Evangelische und zwölf Katholiken |
| 1818 | 883           | [ 9 ] |
| 1821 | 1156          | in 74 Privatwohnhäusern |
| 1831 | 1150          | teils polnische, teils deutsche Bevölkerung |
| 1867 | 1243          | am 3. Dezember |
| 1871 | 1229          | am 1. Dezember, davon 1208 Evangelische, fünf Katholiken und 16 Juden |
| 1885 | 1324          | [ 12 ] |
| 1900 | 1617          | Stadt, mit einer evangelischen Pfarrkirche |
| 1910 | 2201          | am 1. Dezember, davon 1996 Evangelische, 47 Katholiken, 34 sonstige Christen und 40 Juden (1994 mit deutscher, 49 mit polnischer und 70 mit masurischer Muttersprache, 87 Einwohner benutzen die deutsche und eine andere Sprache) |
| 1924 | 2848          | [ 7 ] |
| 1933 | 3132          | [ 12 ] |
| 1939 | 3558          | [ 12 ] |

| Jahr      | 2012 | 2019     |
| --------- | ---- | -------- |
| Einwohner | 9522 | ca. 8900 |

### Kirchen

#### Kirchengebäude

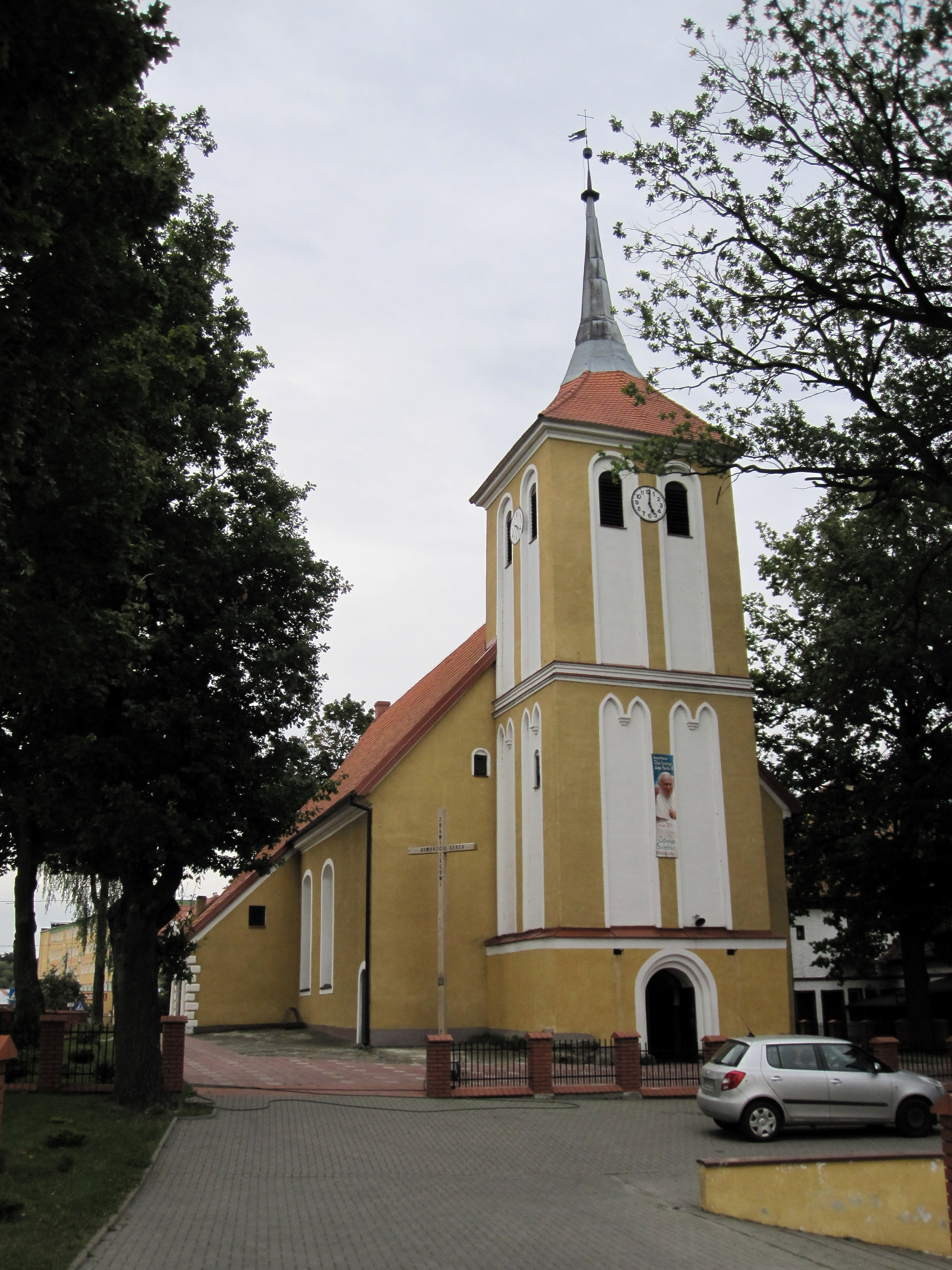
Die einst evangelische Pfarrkirche und heutige katholische Marienkirche

- Marienkirche in der ul. Giżycka: Das aus der Mitte des 16. Jahrhunderts stammende Kirchengebäude ist ein verputzter Feldsteinbau mit einem fünfteiligen Ostgiebel.[15] Beschädigt durch einen Stadtbrand im Jahre 1826, wurde es zwischen 1832 und 1872 grundlegend restauriert.[16] Die zum Teil noch aus dem 16. Jahrhundert stammende Innenausstattung wurde zwischen 1961 und 1976 entfernt, lediglich die Emporenbrüstungen aus der Mitte des 17. Jahrhunderts sowie zwei der drei Glocken (Gussjahre: 1603 und 1648) blieben erhalten. Eine Orgel erhielt die Kirche 1757. Bis 1945 war das Bauwerk eine evangelische Pfarrkirche.[15] Heute ist sie Eigentum der römisch-katholischen Kirche, die sie der „Mutter Gottes vom Karmel“ (Kościół Matki Bożej Szklaplerznej/Marienkirche) widmete.[17]

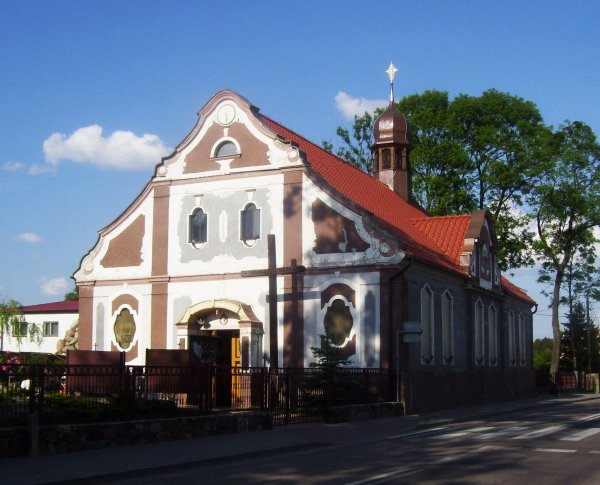
Katholische Herz-Jesu-Kapelle von 1913

- Herz-Jesu-Kirche in der ul. Ełcka: Die „Kirche zum heiligsten Herzen Jesu“ (Kościół Najświętszego Serca Pana Jezusa) war das erste katholische Gotteshaus in Arys und wurde 1913 als Filialkirche der Pfarrei Johannisburg (polnisch Pisz) errichtet.[16] Seit dem Jahre 1958 ist sie Pfarrkirche, die zweite in der Stadt Orzysz.[18]
- Garnisonkirche in der ul. Wojska Polskiego: Die Garnisonkirche des Militärstandorts Orzysz ist dem hl. Kasimir geweiht (Kościół Wojskowa Św. Kazimierza) und untersteht dem katholischen Militärbischof.

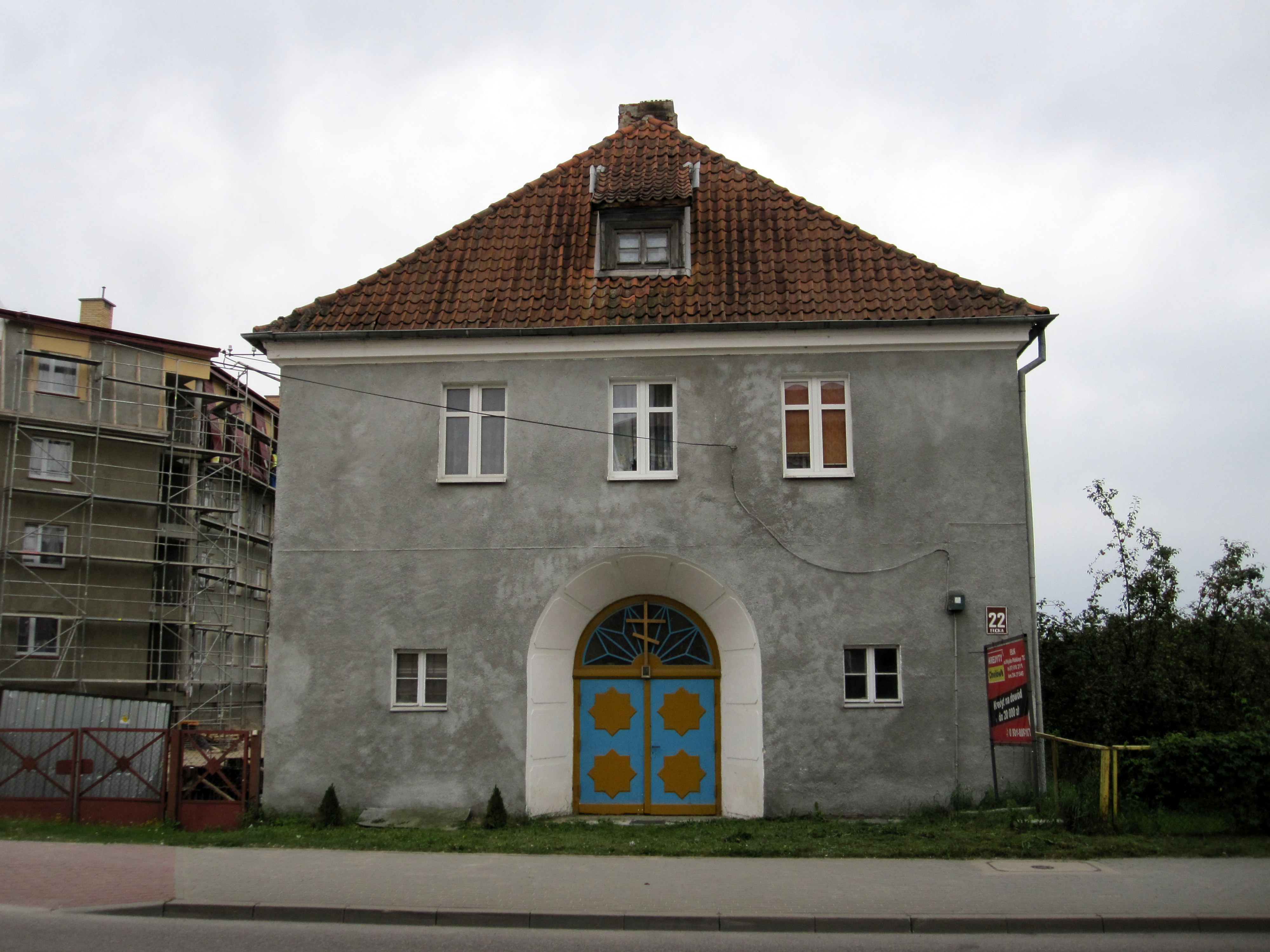
Orthodoxe Kirche St. Georg

- Kirche St. Georg in der ul. Ełcka: In einem aus dem 18. Jahrhundert stammenden Gebäude ist die St. Georgskirche (Cerkiew św. Jerzego) untergebracht. Sie gehört der Polnisch-Orthodoxen Kirche.

#### Kirchengemeinden

##### Evangelisch
Die Kirche in Arys hat wohl vorreformatorische Wurzeln. Bereits in der ersten Hälfte des 16. Jahrhunderts griff hier die Reformation Platz, und bald schon taten hier zwei lutherische Geistliche ihren Dienst. Bis 1945 gehörte das Kirchspiel Arys zum Kirchenkreis Johannisburg in der Kirchenprovinz Ostpreußen der Kirche der Altpreußischen Union. Im Jahre 1925 zählte die Pfarrei 6760 Gemeindeglieder, die in einem weit gefächerten Kirchspiel lebten.
Flucht und Vertreibung der einheimischen Bevölkerung setzten 1945 dem Leben der evangelischen Kirchengemeinde in Orzysz ein Ende. Die Pfarrkirche wurde römisch-katholisches Gotteshaus. Die evangelischen Einwohner orientieren sich heute zur Pfarrei in Pisz (Johannisburg) in der Diözese Masuren der Evangelisch-Augsburgischen Kirche in Polen.

##### Römisch-katholisch
Vor 1945 lebten in der Region Arys nur wenige Katholiken, im Jahre 1925 waren es 50. Die Gemeinde gehörte zum Dekanat Masuren II (Amtssitz: Johannisburg) im Bistum Ermland. Die Ansiedlung polnischer Neubürger fast ausnahmslos katholischer Konfession ließ die Kirche in Orzysz wieder aufleben. Heute gibt es zwei Pfarreien sowie eine Militärgemeinde. Die Zivilgemeinden sind in das Dekanat Biała Piska (Bialla, 1938 bis 1945 Gehlenburg) im Bistum Ełk der Römisch-katholischen Kirche in Polen eingegliedert.

##### Polnisch-orthodox
In Orzysz hat sich eine polnisch-orthodoxe Gemeinde etabliert, die über ein eigenes Gotteshaus verfügt. Sie ist der Diözese Białystok und Danzig der Polnisch-orthodoxen Kirche zugeordnet.

### Politik

#### Wappen
Blasonierung: „In Silber auf rotem Postament ein mit der Öffnung querlinkshin liegendes, goldenes Füllhorn voll Blumen, belegt mit einem blauen Kissen, auf dem Zepter und Schwert, gekreuzt, von dem gekrönten, fliegenden preußischen Adler gehalten werden.“
Arys wurde 1725 zur Stadt erhoben und dürfte dabei das sehr im Geschmack dieser Zeit liegende Wappen erhalten und angenommen haben.

#### Partnerschaften
Die Stadt Orzysz pflegt Partnerschaften mit:
- der Stadt Choroschiw in der Oblast Schytomyr, Ukraine
- der Gemeinde Kropp in Schleswig-Holstein, Deutschland
- der Stadt Skuodas im Bezirk Klaipėda, Litauen
- der Stadt Zgierz in der Woiwodschaft Łódź, Polen

## Kultur und Sehenswürdigkeiten
- Truppenübungsplatz Arys
- Ehrenfriedhof Arys

## Gemeinde
Zur Stadt-und-Land-Gemeinde (gmina miejsko-wiejska) Orzysz mit einer Fläche von 363,49 km² gehören die Stadt selbst und 28 Dörfer mit Schulzenämtern.

## Verkehr
Die Gmina Orzysz wird von den beiden bedeutenden Landesstraßen DK16 und DK63 durchzogen.
Die nächsten beiden Flughäfen Danzig und Warschau sind weiter entfernt.

## Persönlichkeiten

### Aus dem Ort gebürtig
- Michael Friedrich Kowalzig (1780–1862), preußischer Generalleutnant
- Max Simoneit (1896–1962), Psychologe, Vorstandsmitglied des Berufsverbandes Deutscher Psychologen, Ritterkreuzträger
- Heinz Schimmelpfennig (1905–1983), Landesrat in Königsberg, BG-Direktor in Mannheim
- Kurt Sanderling (1912–2011), Dirigent
- Wolfgang Heyda (1913–1947), U-Boot-Kommandant
- Walter Plata (1925–2005), Typograph und Schriftsetzer

### Mit dem Ort verbunden
- Michael Kajka (1858–1940), bekannter masurischer Volksdichter, verstarb in Arys
- Waldemar Rösler (1882–1916), Landschaftsmaler und Wahlostpreuße, nahm sich in Arys das Leben.